# 聖華尼托 (梅塔省)
聖華尼托是哥倫比亞的城鎮，位於該國中部，由梅塔省負責管轄，始建於1915年，面積162平方公里，海拔高度1,889米，2005年人口1,879，人口密度每平方公里11.6人。
4°27′31″N 73°40′23″W / 4.45861°N 73.6731°W